# Liste der Kulturdenkmale in Hennstedt (Dithmarschen)
In der Liste der Kulturdenkmale in Hennstedt sind alle Kulturdenkmale der schleswig-holsteinischen Gemeinde Hennstedt (Kreis Dithmarschen) aufgelistet (Stand: 2. Januar 2023). 

## Legende
In den Spalten befinden sich folgende Informationen:
- Objekt-ID: die Nummer des Kulturdenkmales
- Lage: die Adresse des Kulturdenkmales und die geographischen Koordinaten. Kartenansicht, um Koordinaten zu setzen. In der Kartenansicht sind Kulturdenkmale ohne Koordinaten mit einem roten Marker dargestellt und können in der Karte gesetzt werden. Kulturdenkmale ohne Bild sind mit einem blauen Marker gekennzeichnet, Kulturdenkmale mit Bild mit einem grünen Marker.
- Offizielle Bezeichnung: Bezeichnung des Kulturdenkmales
- Beschreibung: die Beschreibung des Kulturdenkmales
- Bild: ein Bild des Kulturdenkmales

## Sachgesamtheiten
| Objekt-ID      | Lage                                      | Offizielle Bezeichnung | Beschreibung | Bild                             |
| -------------- | ----------------------------------------- | ---------------------- | --- | -------------------------------- |
| 40547 Wikidata | An der Kirche (54° 17′ 0″ N, 9° 10′ 4″ O) | Kirche St. Secundus    | Aktualisierung vorgesehen - Begründung: geschichtlich, künstlerisch, städtebaulich, Kulturlandschaft prägend - Schutzumfang: Kirche St. Secundus mit Ausstattung, Kirchhof, Grabmale bis 1870, Lindenkranz, Granitböschung | weitere Fotos \| Fotos hochladen |

## Bauliche Anlagen
| Objekt-ID      | Lage                                                 | Offizielle Bezeichnung              | Beschreibung | Bild                             |
| -------------- | ---------------------------------------------------- | ----------------------------------- | --- | -------------------------------- |
| 1506 Wikidata  | An der Kirche (54° 17′ 0″ N, 9° 10′ 4″ O)            | Kirche St. Secundus mit Ausstattung | Alteintragung (Aktualisierung vorgesehen) - Begründung: geschichtlich, künstlerisch, städtebaulich - Schutzumfang: gesamtes Objekt - Denkmaltyp: Bauliche Anlage, Sachgesamtheit: Kirche St. Secundus | Fotos hochladen                  |
| 2672 Wikidata  | Kirchenstraße 1 (54° 17′ 1″ N, 9° 9′ 56″ O)          | Wohn- und Geschäftshaus             | Alteintragung (Aktualisierung vorgesehen) - Begründung: Alteintragung (Aktualisierung vorgesehen) - Schutzumfang: Alteintragung (Aktualisierung vorgesehen) - Denkmaltyp: Bauliche Anlage | Fotos hochladen                  |
| 10092 Wikidata | Mühlenstraße 13 (54° 16′ 59″ N, 9° 9′ 47″ O)         | Wohnhaus                            | Alteintragung (Aktualisierung vorgesehen) - Begründung: geschichtlich, künstlerisch, städtebaulich - Schutzumfang: gesamtes Objekt - Denkmaltyp: Bauliche Anlage | Fotos hochladen                  |
| 55867          | Pferdekrügerweg (54° 17′ 52″ N, 9° 10′ 48″ O)        | Sühnestein                          | Sühnestein; 1630; länglicher Feldstein von 183 cm Höhe mit frontseitiger Inschrift und Kreuz, ursprünglich zu einem Viertel in den Boden gesetzt; 1964 nach Ausgrabung beim Fundort neu gesetzt - Schutzumfang: Sühnestein - Begründung: Geschichtlich, Kulturlandschaftlich                                               | weitere Fotos \| Fotos hochladen |
| 23245          | Tellingstedter Straße 7 (54° 17′ 2″ N, 9° 10′ 16″ O) | Wohnhaus                            | Wohnhaus; um 1905; eingeschossiger Backsteinbau mit Halbwalmdach und ausgebautem Drempel, straßenseitig Risalit mit eigenem Dach und polygonalem Erker, reiches Dekor mit Anklängen des Jugendstils - Begründung: geschichtlich, künstlerisch, städtebaulich - Schutzumfang: gesamtes Objekt - Denkmaltyp: Bauliche Anlage | Fotos hochladen                  |

## Gründenkmale
| Objekt-ID      | Lage                                      | Offizielle Bezeichnung | Beschreibung | Bild            |
| -------------- | ----------------------------------------- | ---------------------- | --- | --------------- |
| 19613 Wikidata | An der Kirche (54° 17′ 0″ N, 9° 10′ 3″ O) | Kirchhof               | Alteintragung (Aktualisierung vorgesehen) - Begründung: geschichtlich, Kulturlandschaft prägend - Schutzumfang: Kirchhof, Grabmale bis 1870, Lindenkranz, Granitböschung - Denkmaltyp: Gründenkmal, Sachgesamtheit: Kirche St. Secundus | Fotos hochladen |

## Quelle
- Liste der Kulturdenkmale in Schleswig-Holstein – Kreis Dithmarschen (PDF)

- Karte mit allen Koordinaten:
- OSM |
- WikiMap